# Děpoltici

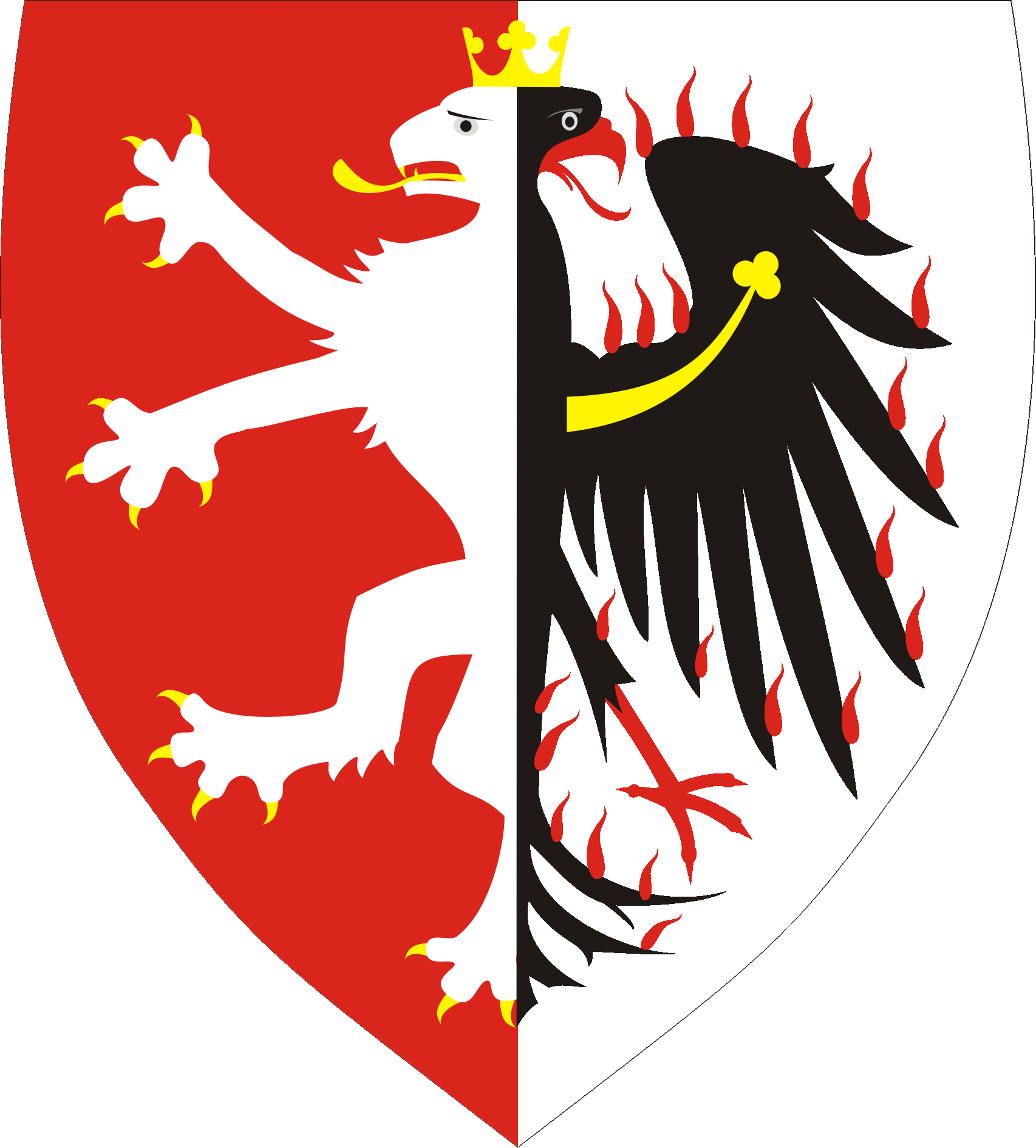
Erb Děpolticů

Děpoltici nebo také Děpoldici či Děpolticové byli vedlejší větví dynastie Přemyslovců, jejímž zakladatelem byl Děpolt I. (latinsky Theobald), druhorozený syn českého knížete Vladislava I.

## Znak
Děpoltici měli ve znaku polcený znak lva a orlice a ve třech generacích si podrželi ne nevýznamný politický vliv v zemi, k vládě se ovšem nikdo z nich nedostal. Jejich úděl ležel ve východních Čechách. Přelom ve významu Děpolticů znamenala vláda Přemysla Otakara I. Ten se snažil, aby nadále zůstávala vláda jen v hlavní linii přemyslovského rodu, což vedlo ke střetům s Děpoltem III.

## Historie
Děpolt III. zemřel někdy v roce 1223 při obraně Kouřimi a jeho rodina se uchýlila do Slezska na dvůr Jindřicha I. Bradatého. Svůj vliv už jeho potomci nezískali: Ota Magdeburský (1191–1226), probošt v Magdeburku, se neúspěšně snažil naklonit si císaře Fridricha II. Děpolt IV. Bořivoj získal roku 1234 hrad Śrem, ale zemřel při jeho obraně o rok později. Boleslav zemřel ve slezském vojsku v bitvě u Lehnice (9. dubna 1241). Zprávy o Děpoltově rodu mizí v roce 1247, kdy zemřel poslední z bratrů Soběslav, správce hradu Lubuš.

## Děpoltici
- Děpolt I.
  - Děpolt II.
    - Děpolt III.
      - Ota Magdeburský († 1226)
      - Boleslav († 9.4.1241)
      - Soběslav († před 1247)
      - Děpolt IV. Bořivoj († 1235)
      - Přemysl

    - Soběslav
    - Boleslav

#### Základní literatura
- DEJMEK, Jindřich. Děpoltici (K mocenskému postavení a osudům jedné vedlejší větve Přemyslovců. Mediaevalia Historica Bohemica. 1991, roč. 1, s. 89–139.
- JASIŃSKI, Kazimierz. Studia nad genealogia czeskich Dypoldowiców. Śląski Kwartalnik Historyczny Sobótka. 1981, roč. 36, s. 59–68. ISSN 0037-7511.
- JASIŃSKI, Kazimierz. Działalność czeskich Dypoldowiców na Śląsku w pierwszej połowie XIII w.. Społeczeństwo Polski średniowiecznej. Tom IV. Zbiór studiów. 1990, s. 171–203.

#### Další literatura
- BLÁHOVÁ, Marie; FROLÍK, Jan; PROFANTOVÁ, Naďa. Velké dějiny zemí Koruny české I. Do roku 1197. Praha ; Litomyšl: Paseka, 1999. 800 s. ISBN 80-7185-265-1.
- BOLINA, Pavel. Kde byl přepaden biskup Jindřich Zdík roku 1145. (Příspěvek k historii moravsko-českého pomezí). Časopis Matice moravské. 2003, roč. 122, s. 343–373. ISSN 0323-052X.
- NOVOTNÝ, Václav. České dějiny I./II. Od Břetislava I. do Přemysla I. Praha: Jan Laichter, 1913. 1214 s.
- NOVOTNÝ, Václav. České dějiny I./III. Čechy královské za Přemysla I. a Václava I. Praha: Jan Laichter, 1928. 1085 s.
- ŠOLLE, Miloš. Po stopách přemyslovských Děpolticů : příspěvek ke genezi města Kouřimě. Praha: Vyšehrad, 2000. 134 s. ISBN 80-7021-343-4.
- WELLER, Tobias. Die Heiratspolitik des deutschen Hochadels im 12. Jahrhundert. Köln: Böhlau, 2004. 975 s. ISBN 3-412-11104-X.
- ŽEMLIČKA, Josef. Čechy v době knížecí 1034–1198. Praha: Nakladatelství Lidové noviny, 2007. 712 s. ISBN 978-80-7106-905-8.
- ŽEMLIČKA, Josef. Počátky Čech královských 1198–1253. Praha: Nakladatelství Lidové noviny, 2002. 964 s. ISBN 80-7106-140-9.
- ŽEMLIČKA, Josef. Přemysl Otakar I. Panovník, stát a česká společnost na prahu vrcholného feudalismu. Praha: Nakladatelství Svoboda, 1990. 361 s. ISBN 80-205-0099-5.
- ŽEMLIČKA, Josef. Přemyslovci. Jak žili, vládli, umírali. Praha: Nakladatelství Lidové noviny, 2005. 497 s. ISBN 80-7106-759-8.
- ŽEMLIČKA, Josef. Století posledních Přemyslovců. Praha: Melantrich, 1998. 412 s. ISBN 80-7023-281-1.